# Nog
Nog es un personaje ficticio de Star Trek: Espacio profundo nueve en el universo de Star Trek interpretado por el actor Aron Eisenberg. Es un oficial de la Flota Estelar con el rango de teniente, destinado en la estación espacial Espacio Profundo 9. Nog es un Ferengi, y toda su cultura se basa en el comercio, y Nog es el primer Ferengi que se ha alistado en la Flota.

## Biografía ficticia
Nació el 2353 en Ferenginar, siendo hijo de Rom y Prinadora. Siendo aún muy pequeño se trasladó con su padre Rom en la estación Espacio Profundo 9. Allí trabajaba en el bar de su tío Quark mientras estudiaba en la clase de Keiko O'Brien. Fue allí donde conoció a Jake Sisko, hijo del capitán de la estación Benjamin Sisko.
Cuando cumplió la mayoría de edad Nog decidió, en contra de los deseos de su familia y de Quark en particular, ingresar a la Flota Estelar, aunque surgieron problemas debido a que los Ferengi no pertenecen a la Federación Unida de Planetas. El capitán Sisko lo admitió como cadete y de esa manera pudo ir a la Tierra. Más tarde lo incluyó en un programa de entrenamiento en la estación a las órdenes de Miles O'Brien. En agradecimiento por todo lo que hizo, él actuó con absoluta lealtad hacia Sisko e incluso ayudó a Jake a encontrar para él una tarjeta que era para él muy valiosa. 
A partir de ese momento ocupó muchas misiones, llegando a participar activamente en la guerra contra el Dominio y luchando en la segunda batalla de la estación espacial cuando fue invadida. Durante la guerra él perdió una pierna, la cual fue sustituida por un implante. También participó en la última batalla.
En 2375 Sisko lo asciende al rango de teniente como último acto antes de su desaparición.
En un mundo paralelo, Nog llega al rango de capitán.